# Lost and Spaced
Lost and Spaced è il primo album della band ESP (Eric Singer Project), uscito nel 1998 per l'etichetta discografica Rock Hard Records.
L'album è stato ri-realizzato il 20 luglio 1999 con l'aggiunta di altre quattro tracce.

## Tracce
1. Set Me Free  3:57 (Sweet Cover)
2. Four Day Creep 3:09 (Humple Pie Cover)
3. Free Ride 3:37	(Edgar Winter Cover)
4. Still Alive And Well 3:32 (Johnny Winter Cover)
5. Never Before 3:57 (Deep Purple Cover)
6. Goin' Blind 3:37 (Kiss Cover)
7. Teenage Nervous Breakdown 4:06	(Nazareth Cover)
8. Changes 3:35 (Jimi Hendrix Cover)
9. S.O.S. (Too Bad) 2:46 (Aerosmith Cover)
10. Foxy Lady 4:28 (Jimi Hendrix Cover)

### Tracce aggiunte nella versione del 1999
1. Twenty Flight Rock 2:48 (Eddie Cochran Cover)
2. Won't Get Fooled Again 6:48 (The Who Cover)
3. Snortin' Whiskey (demo) 3:30 (Pat Travers Cover)*
4. American Band (demo) 3:31 (Grand Funk Railroad Cover)*

*Tracce 13 e 14 solo nella versione giapponese.

## Lineup
- Eric Singer - Batteria, voce (nelle tracce 1, 2, 7)
- Bruce Kulick - Chitarra solista e ritmica, Basso
- John Corabi - Chitarra ritmica, Basso, Voce (nelle tracce 2, 3, 5, 9, 10)
- Karl Cochran - Chitarra solista e ritmica, Basso,  Voce (nelle tracce 2, 4, 6, 8)

### Altri Musicisti
- Ace Frehley - Chitarra solista nella traccia 10
- Roberta Freeman - Cori nelle tracce 1, 3 e 5; Voce addizionale nella traccia 8)
- Curt Cuomo - percussioni nella traccia 3
- Nicky Lemmons - Tastiere nella traccia 5